# Diftéria elleni védőoltás
A diftéria elleni védőoltás olyan vakcina, amely védelmet nyújt a diftériát okozó Corynebacterium diphteriae baktérium ellen. Használata eredményeképpen 1980 és 2000 között több mint 90%-kal csökkent a diftériás esetek száma a világon. A három javasolt dózis beadását követően mintegy 95%-os a hatékonysága. Körülbelül 10 évig nyújt védettséget, ezt követően ismétlő oltás szükséges. Az immunizálást hathetes korban lehet elkezdeni, és a további adagokat négyhetente kell beadni.
A diftéria elleni védőoltás nagyon biztonságos. Jelentős mellékhatások ritkán fordulnak elő. Az injekció beadásának helyén fájdalom, valamint néhány hétig tartó duzzanat jelentkezhet. A védőoltás várandós nőknek és gyenge immunrendszerű embereknek is biztonsággal beadható.
A diftéria ellen többféle kombinált védőoltást is alkalmaznak. Ilyen például a diftéria-tetanusz oltóanyag (más néven DT vakcina), valamint a diftéria-pertusszisz-tetanusz vakcina, ismertebb nevén a DPT. Az Egészségügyi Világszervezet (WHO) 1974 óta javasolja a védőoltás alkalmazását. A világ lakosságának körülbelül 84%-a be van oltva. Az oltást injekció formájában, izomba adják be. Az oltóanyagot hideg helyen kell tárolni, de nem szabad lefagyasztani.
A diftéria elleni védőoltást 1923-ban fejlesztették ki. Az oltóanyag szerepel a WHO alapvető gyógyszereket tartalmazó listáján, amely az egészségügyi alapellátásban szükséges legfontosabb gyógyszereket sorolja fel. A tetanusz elleni oltóanyagot is tartalmazó kombinált vakcina nagykereskedelmi ára 2014-ben 0,12 és 0,99 USD között volt dózisonként. Az Amerikai Egyesült Államokban ára nem éri el a 25 dollárt.

## Fordítás
- Ez a szócikk részben vagy egészben  a   Diphteria vaccine című angol Wikipédia-szócikk ezen változatának fordításán alapul.  Az eredeti cikk szerkesztőit annak laptörténete sorolja fel. Ez a jelzés csupán a megfogalmazás eredetét és a szerzői jogokat jelzi, nem szolgál a cikkben szereplő információk forrásmegjelöléseként.